# Автофрадат IV
Автофрадат (Вадфрадад) — царь Персиды в первой половине II века.

Автофрадат IV был царём Персиды в первой половине II века. Авторы Ираники называют в качестве его предшественника Безымянного царя Персиды II. Х. Резахани отмечает, что хотя нумизматический материал Автофрадата носит определённое сходство с монетами предшествующих правителей, но отсутствие отчества не позволяет определенно связать его с этим родом. Тем не менее, судя по имени Автофрадата, преемственность с Дараянидами очевидна. Также иранский исследователь отметил значительное отличие стиля надписей на реверсе.
Преемником Автофрадата IV стал Манучехр I.